# Einweisung (Medizintechnik)
Eine Einweisung bezeichnet in der Medizintechnik die Schulung in der Bedienung von Medizinprodukten. Die hierfür geltenden Bestimmungen richten sich nach der Klassifizierung dieser Produkte, unterschieden wird hierbei nach in der Anlage 1 zur Medizinprodukte-Betreiberverordnung (MPBetreibV) enthaltenen Produkten und solchen, die nicht in diesem Verzeichnis gelistet sind. Außerdem existiert für Altgeräte das Verzeichnis nach der seit 2002 nicht mehr gültigen Medizingeräteverordnung (MedGV).
Die notwendige besondere Sorgfalt bei der Einhaltung der Bestimmungen ergibt sich aus dem Umstand, dass die unsachgemäße Verwendung von Medizinprodukten leicht zur Gefährdung der damit handelnden und behandelten Personen führen kann.

## Einweisung für in Anlage 1 der Medizinprodukte-Betreiberverordnung enthaltene Medizinprodukte
§ 10 Abs. 1 MPBetreibV verpflichtet den Betreiber des Medizinproduktes, dass das Gerät vor Inbetriebnahme erst nach einer Funktionsprüfung am Einsatzort in Betrieb genommen wird. Außerdem müssen die bedienenden Personen anhand der Gebrauchsanweisung und den dazugehörigen sicherheitstechnischen Ergänzungen in die Bedienung des Gerätes selbst sowie in den Einsatz des Gerätes zusammen mit zugelassenen anderen Geräten und Zubehör eingewiesen sein. Diese Unterweisungen müssen vom Hersteller des Produktes oder einer mit dem Hersteller einvernehmlich handelnden Person (befugte Person) durchgeführt werden.
Der Betreiber des Medizinproduktes (zum Beispiel ein Krankenhaus) bestellt für alle Gerätetypen beauftragte Personen und fordert den Hersteller oder eine befugte Person dazu auf, Einweisungen für die beauftragten Personen durchzuführen. Die beauftragten Personen geben ihrerseits diese Einweisungen an die Anwender (medizinisches Personal) weiter, bevor diese die Geräte und Produkte verwenden dürfen.
Sämtliche Einweisungen müssen laut § 10 Abs. 3 MPBetreibV belegt sein (Einweisungsdokumentation). Dies kann entweder im Medizinproduktebuch erfolgen oder auch an anderer Stelle (z. B. in einer Personalakte, in einer Software), wobei dann im Medizinproduktebuch ein entsprechender Verweis auf die Dokumentation vorliegen muss.
In baugleiche Geräte, die dem gleichen Zweck dienen und identische Gebrauchsanweisungen haben, muss nur einmalig eingewiesen werden. Wird jedoch beispielsweise eine neue Software eingespielt, muss hierzu eine neue Einweisung erfolgen.

## Einweisungsdokumentation
Mit der Einweisungsdokumentation kommt ein Betreiber von Medizinprodukten seiner Nachweispflicht für erforderliche Einweisungen beauftragter Personen und Anwendern nach. Die Nachweispflicht wird im Medizinproduktegesetz (MPG) geregelt, dessen Bestandteil die Medizinprodukte-Betreiberverordnung (MPBetreibV) ist. Bestimmungen für das Errichten, Betreiben, Anwenden und Instandhalten von Medizinprodukten nach § 3 MPG gelten für alle Medizinprodukte mit Ausnahme derer zur klinischen Prüfung oder zur Leistungsbewertungsprüfung. Auch Produkte und Geräte, die nicht gewerblichen Zwecken dienen oder in deren Gefahrenbereich keine Arbeitnehmer beschäftigt sind, sind von der Dokumentationspflicht ausgenommen.
Der Grundsatz nach dem MPG lautet: Ein Anwender darf ein Anlage 1-Medizinprodukt nur verwenden, wenn er eine Einweisung in die Benutzung des Produktes erhalten hat und dies entsprechend belegen kann. Zur Dokumentation gehört ein Beleg über die Einweisungskette vom Hersteller bis zum Endanwender.
Ein solcher Beleg stellt nach § 12 MPBetreibV das Medizinproduktebuch dar, welches von Betreibern medizinischer Geräte geführt werden muss und Angaben zu den im Einsatz befindlichen medizinischen Geräten enthält. Folgende Einweisungsdaten müssen aufgenommen werden:
- Name der Person, die die Einweisung durchführt
- Befugnisse des Einweisers (Hersteller, befugte Person oder beauftragte Person)
- Namen der unterwiesenen Personen des Betreibers
- Angaben zu dem Gerät (Bezeichnung, Typ, Hersteller)
- Zeitpunkt der Einweisung

Hersteller und befugte Personen dürfen sowohl beauftragte Personen als auch Anwender einweisen, während beauftragte Personen ausschließlich Anwender einweisen dürfen und nicht etwa andere beauftragte Personen.
Der Nachweis wird in der Regel durch eigenhändige Unterschrift aller Beteiligten authentifiziert. Diese Aufzeichnung ist die eigentliche „Dokumentation der Einweisung“.
Für die Art der schriftlichen Dokumentation erlaubt der Gesetzgeber alle Arten von Medien, d. h. es kommt neben einer Aufzeichnung auf Papier auch eine qualifizierte Erfassung per Software infrage. In jedem Fall notwendig bleibt ein Eintrag im Medizinproduktebuch. Werden die Daten über Einweisungen nicht direkt dort hinterlegt, so muss ein entsprechender Verweis auf den Aufzeichnungsort angelegt werden.
Für aktive nichtimplantierbare Medizinprodukte ist eine Dokumentation der Einweisung seit 1. Januar 2017 vorgeschrieben (§ 4 der Medizinprodukte-Betreiberverordnung).

### Einweisungsdokumentation in der Praxis
In der Praxis ist es durch hohe Personalfluktuation, sowohl innerhalb einer Einrichtung als auch zwischen verschiedenen Arbeitgebern, eine große Herausforderung, den Überblick bezüglich des Einweisungsbedarfs der Mitarbeiter zu behalten. Besonders bei größeren Organisationen kann die noch häufig verwendete Papierform des Nachweises im Gerätebuch oder Einweisungsbuch nur mit großem Aufwand durchsucht und ausgewertet werden. Ein möglicher Lösungsansatz könnte sein, EDV-gestützte Systeme zu nutzen. Eine Datenbank für Geräte- und Personaldaten kann dem Betreiber helfen, bei internen oder externen Mitarbeiterwechseln den Überblick darüber zu behalten, wer welche Einweisungen benötigt oder bereits erhalten hat. Im Vergleich zur Papieraufzeichnung können die benötigten Informationen schneller aufgefunden werden, die Systeme können außerdem in der Regel auch Geräte- und Einweisungspässe erstellen. Allerdings gilt auch hier der Hinweis, dass eine solche EDV-Lösung lediglich die Erfüllung der gesetzlichen Vorgaben unterstützt und die eigentlichen Einweisungsnachweise (mit Unterschriften) in jedem Fall in das entsprechende Medizinproduktebuch gehören.
Auf freiwilliger Basis kann der Mitarbeiter mit einem sogenannten Gerätepass oder Geräteführerschein ausgestattet werden. Dieses Dokument, für das es Vordrucke bei verschiedenen Verlagen gibt, verbleibt beim Mitarbeiter und hält Geräte, Zeitpunkt aller persönlichen Einweisungen sowie die Namen der Einweisenden fest. Bisher ist diese Art der Dokumentation noch nicht gesetzlich verankert worden, wird in der Praxis aber vielfach eingesetzt, da sie einige Vorteile bei der Nachweiserbringung bietet. Insbesondere die gesetzliche Forderung nach jederzeitiger Zugänglichkeit der Einweisungsdokumentation kann mit dem Medizinproduktebuch häufig nicht gänzlich erfüllt werden. Zu beachten ist auch hier wieder, dass ein Gerätepass immer nur einen Zusatz zum Medizinproduktbuch darstellt und nicht allein gilt.